# Europese PGA Tour 1981
De Europese PGA Tour 1981 was het tiende seizoen van de Europese PGA Tour en werd georganiseerd door de Britse Professional Golfers' Association. Het seizoen bestond uit 23 toernooien.
Dit seizoen stond er een nieuwe toernooi op de kalender: het Lawrence Batley International. De Trophée Lancôme verscheen opnieuw terug op de kalender, terwijl het Newcastle Brown "900" Open en het Merseyside International Open van de kalender verdwenen.

## Kalender
| Data  | Data  | Toernooi                             | Baan                                     | Land                     | Winnaar              | Score | Score | Info           |
| ----- | ----- | ------------------------------------ | ---------------------------------------- | ------------------------ | -------------------- | ----- | ----- | -------------- |
| 23-04 | 26-04 | Madrid Open                          | Real Club de la Puerta de Hierro         | Spanje                   | Manuel Piñero        | 279   | -9    |                |
| 30-04 | 01-05 | Italian Open                         | Milano Golf Club                         | Italië                   | José Maria Cañizares | 280   | -8    |                |
| 07-05 | 10-05 | Paco Rabanne Open de France          | Golf de Saint Germain                    | Frankrijk                | Sandy Lyle           | 270   | -14   |                |
| 14-05 | 17-05 | Martini International                | The Wentworth Club                       | Engeland                 | Greg Norman          | 287   | -1    |                |
| 22-05 | 25-05 | Sun Alliance PGA Championship        | Ganton Golf Club                         | Engeland                 | Nick Faldo           | 274   | -10   |                |
| 28-05 | 31-05 | Dunlop Masters                       | Woburn Golf Club                         | Engeland                 | Greg Norman          | 273   | -15   |                |
| 04-06 | 07-06 | Lawrence Batley International        | Bingley St. Ives Golf Club               | Engeland                 | Sandy Lyle           | 280   | -4    | Nieuw toernooi |
| 11-06 | 14-06 | Cold Shield Greater Manchester Open  | Wilmslow Golf Club                       | Engeland                 | Bernard Gallacher    | 264   | -16   |                |
| 18-06 | 21-06 | Billy Butlin Jersey Open             | La Moye Golf Club                        | Jersey                   | Tony Jacklin         | 279   | -9    |                |
| 25-06 | 28-06 | Coral Classic                        | Royal Porthcawl Golf Club                | Wales                    | Des Smyth            | 286   | -2    |                |
| 02-07 | 05-07 | Scandinavian Enterprise Open         | Linkoping GK                             | Zweden                   | Seve Ballesteros     | 273   | -11   |                |
| 08-07 | 11-07 | State Express Classic                | The Belfry Golf Club                     | Engeland                 | Rodger Davis         | 283   | -5    |                |
| 16-07 | 19-07 | The Open Championship                | Royal St George's Golf Club              | Engeland                 | Bill Rogers          | 276   | -4    |                |
| 23-07 | 26-07 | KLM Dutch Open                       | Koninklijke Haagsche Golf & Country Club | Nederland                | Harold Henning       | 280   | -8    |                |
| 30-07 | 02-08 | German Open                          | Hamburg Golf Club                        | Bondsrepubliek Duitsland | Bernhard Langer      | 272   | -12   |                |
| 13-08 | 16-08 | Carroll's Irish Open                 | Portmarnock Golf Club                    | Ierland                  | Sam Torrance         | 276   | -12   |                |
| 20-08 | 23-08 | Benson and Hedges International Open | Fulford Golf Club                        | Engeland                 | Tom Weiskopf         | 272   | -16   |                |
| 27-08 | 30-08 | Swiss Open                           | Golf Club Crans-sur-Sierre               | Zwitserland              | Manuel Piñero        | 277   | -11   |                |
| 03-09 | 06-09 | Dixcel Tissues European Open         | Royal Liverpool Golf Club                | Engeland                 | Graham Marsh         | 275   | -13   |                |
| 10-09 | 13-09 | Haig Whisky TPC                      | Dalmahoy Golf Club                       | Schotland                | Brian Barnes         | 276   | -8    |                |
| 24-09 | 27-09 | Bob Hope British Classic             | Moor Park Golf Club                      | Engeland                 | Bernhard Langer      | 200   | -13   | 3 speelronden  |
| 01-05 | 04-05 | Benson and Hedges Spanish Open       | Real Club de Golf El Prat                | Spanje                   | Seve Ballesteros     | 273   | -15   |                |
| 08-10 | 11-10 | Suntory World Match Play             | The Wentworth Club                       | Engeland                 | Seve Ballesteros     | -     | -     |                |
| 15-10 | 18-10 | Trophée Lancôme                      | Saint-Nom-la-Bretèche Golf Club          | Frankrijk                | David Graham         | 280   | -8    |                |

## Order of Merit
De Order of Merit wordt gebaseerd op basis van het verdiende geld.
| Rang | Speler               | Land      | Prijzengeld (£) |
| ---- | -------------------- | --------- | --------------- |
| 1    | Bernhard Langer      | Duitsland | 81.036          |
| 2    | Nick Faldo           | Engeland  | 48.109          |
| 3    | Sandy Lyle           | Schotland | 44.732          |
| 4    | Greg Norman          | Australië | 44.254          |
| 5    | Manuel Piñero        | Spanje    | 39.640          |
| 6    | Sam Torrance         | Schotland | 36.012          |
| 7    | Seve Ballesteros     | Spanje    | 35.154          |
| 8    | Des Smyth            | Ierland   | 29.105          |
| 9    | Eamonn Darcy         | Ierland   | 25.805          |
| 10   | José Maria Cañizares | Spanje    | 25.529          |